# Polyalthia microtus
Polyalthia microtus este o specie de plante din genul Polyalthia, familia Annonaceae, descrisă de Friedrich Anton Wilhelm Miquel. Conform Catalogue of Life specia Polyalthia microtus nu are subspecii cunoscute.